# Muzeum Ziemi Izraela

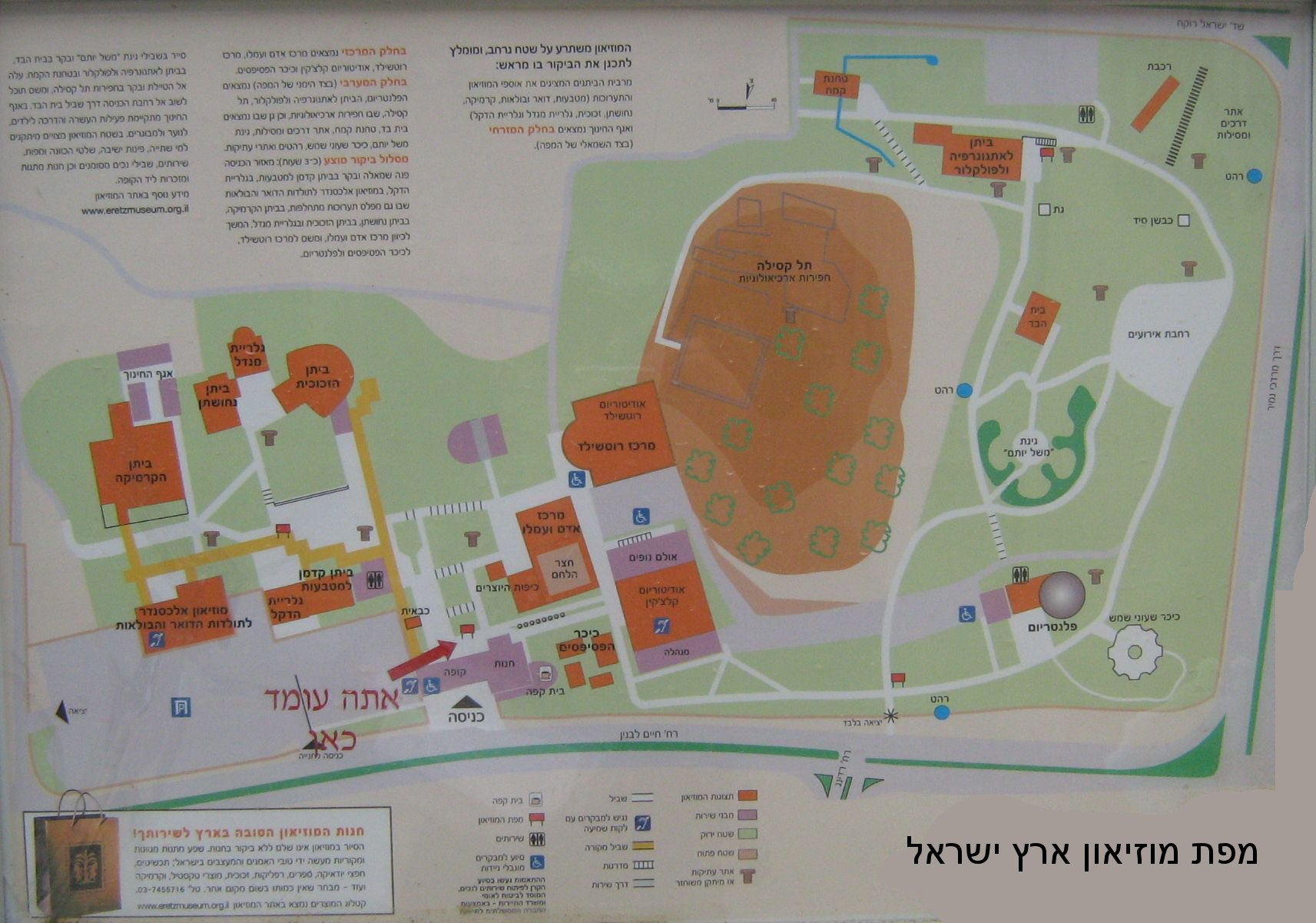
Mapa Muzeum Ziemi Izraela

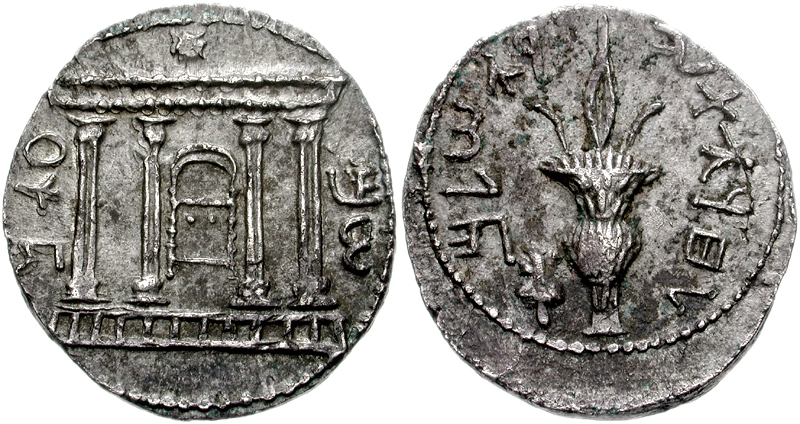
Srebrna tetradrachma z roku ok. 133. Awers: Świątynia Jerozolimska. Rewers: tekst „Pierwszy rok po wyzwoleniu Izraela”

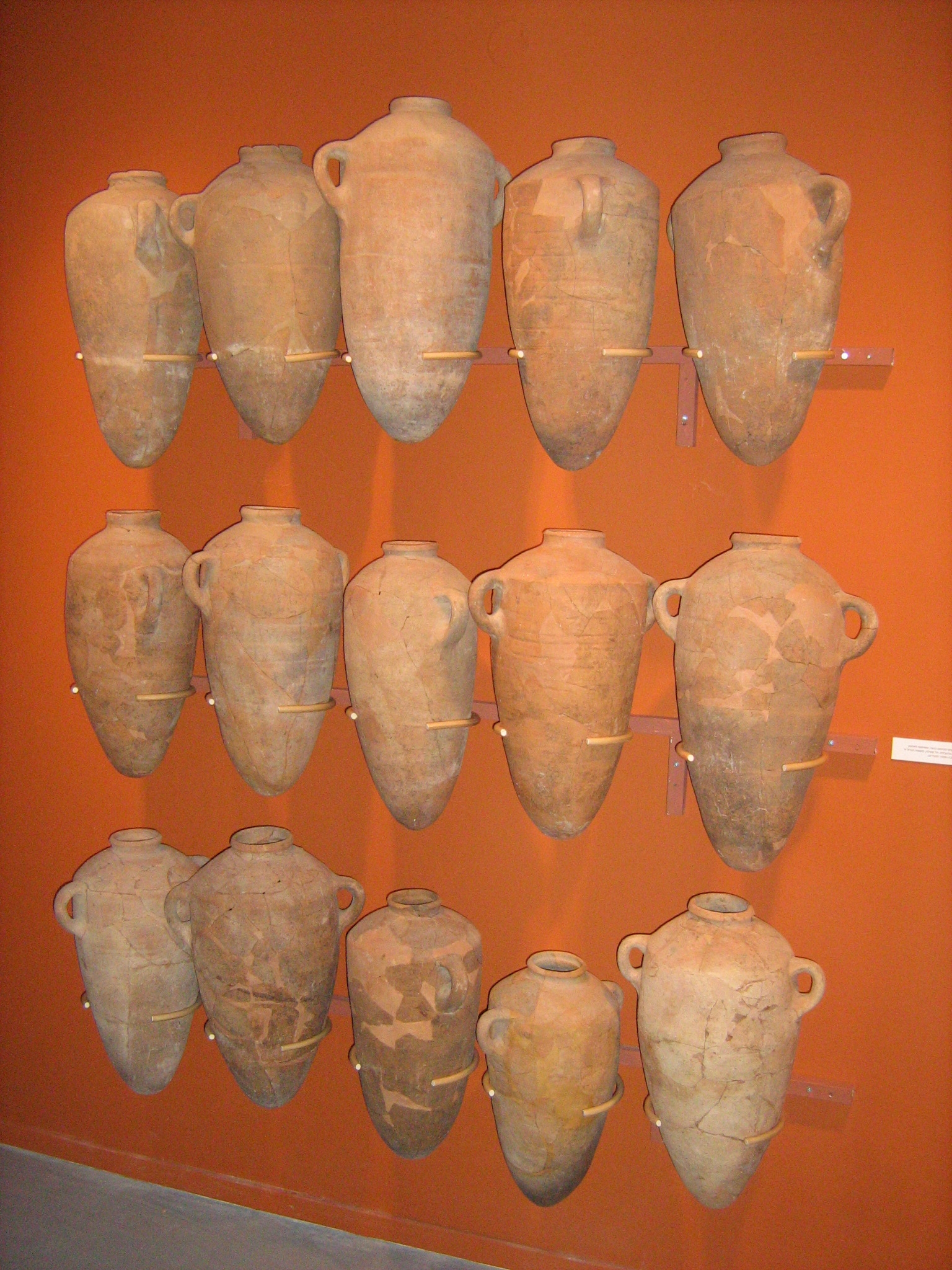
Amfory odkryte na Tel Quasile

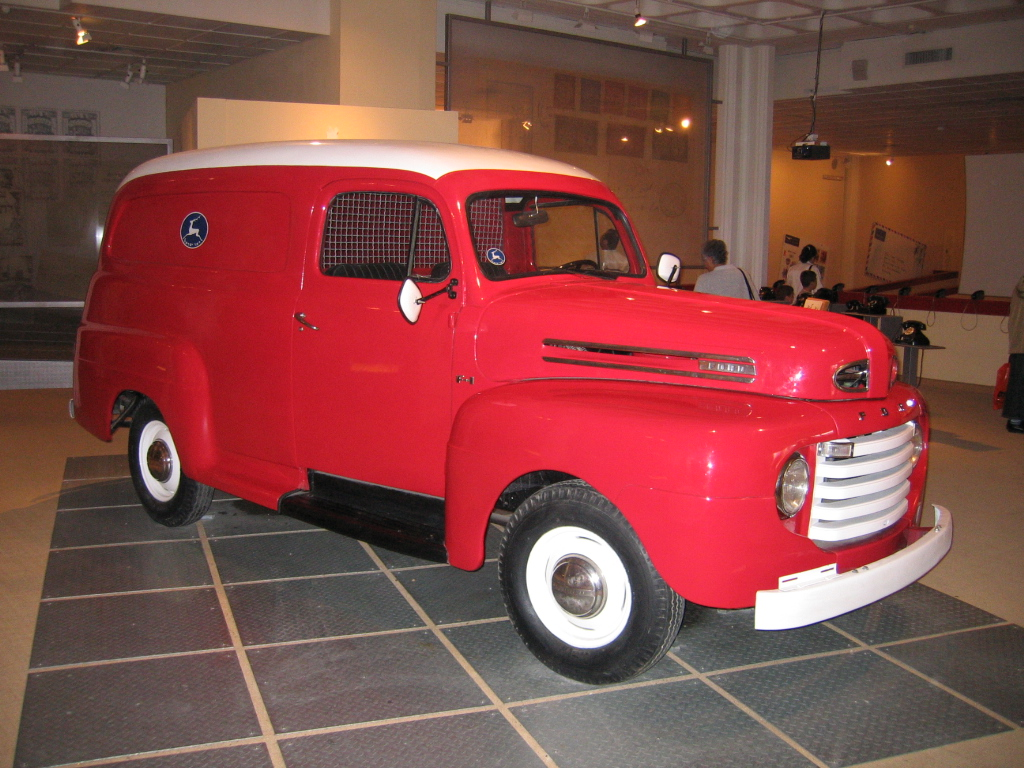
Samochód pocztowy z 1949

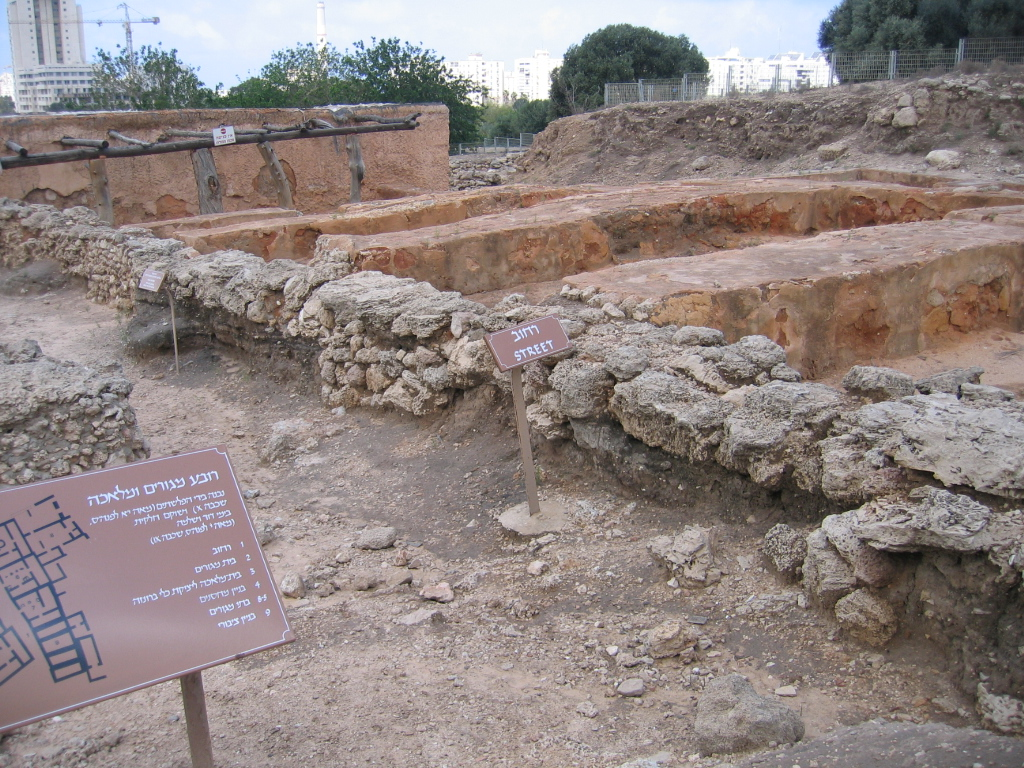
Tel Quasile

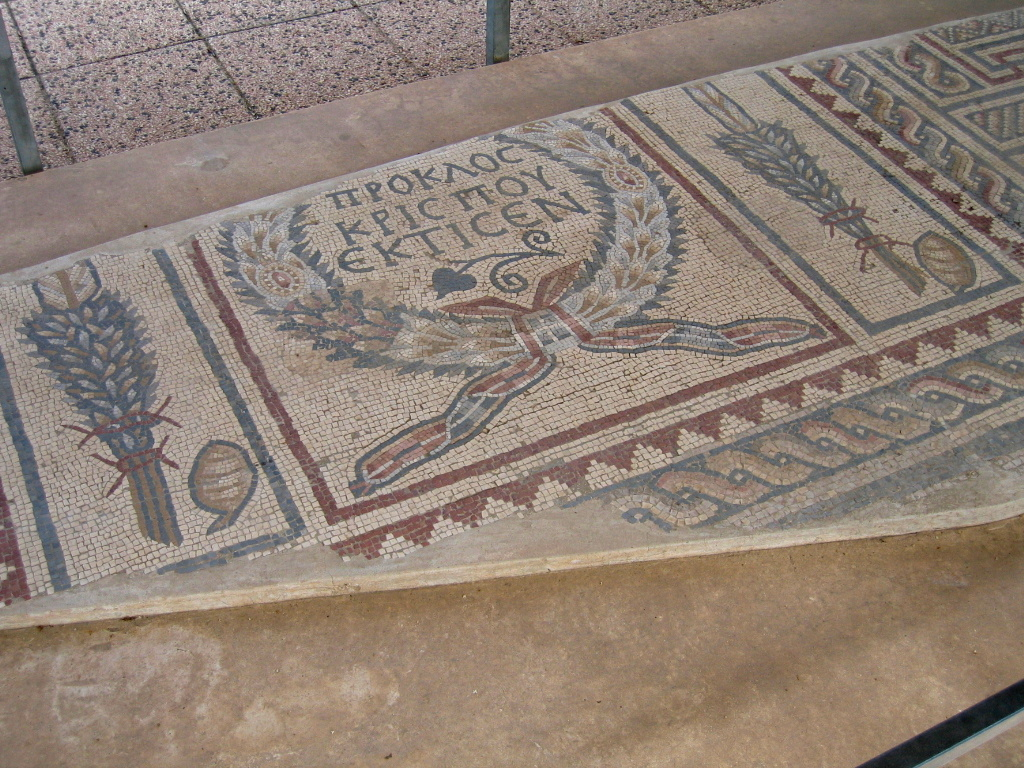
Mozaika z synagogi w Tyberiadzie

Muzeum Ziemi Izraela (hebr. ‏מוזיאון אֶרֶץ יִשְׂרָאֵל‎) – muzeum położone w „nie-mieszkalnym” osiedlu Kirjat ha-Muze’onim w Tel Awiwie, w Izraelu. Muzeum prezentuje kolekcje archeologii, antropologii i historii Ziemi Izraela.

## Historia
Muzeum zostało założone w 1953.

## Zbiory muzeum
Muzeum obejmuje kilkanaście oddzielnych pawilonów i terenów poświęconych różnym epokom i tematom historii kultury materialnej i etnografii Ziemi Izraela. Każdy pawilon jest poświęcony innemu tematowi (szkło, ceramika, monety, wyroby z miedzi i inne). Pomiędzy pawilonami rozciągają się tereny zielone, jest też restauracja i bar. Ciekawostką jest planetarium.

### Pawilon Szkła
Pawilon Szkła prezentuje unikalną kolekcję historii szklarstwa Ziemi Izraela. Kolekcja pochodzi z prywatnych zbiorów dr Waltera Mosesa, który w 1958 ofiarował swoje zbiory muzeum. W kolejnych latach zbiory te zostały powiększone przez zakupy i kolejne datki dla muzeum.
Zwiedzający Pawilon Szkła mogą podziwiać unikatową ekspozycję starożytnych przedmiotów szklanych, podzielonych na trzy działy: szkło z epoki brązu i epoki hellenistycznej (okres XV–I wiek p.n.e.), dmuchane szkło z okresu rzymskiego i bizantyjskiego (I–VII wiek) i dmuchane szkło z okresu islamskiego (VII–XV wiek). Można tutaj także poznać historię oraz skomplikowaną sztukę szklarstwa. Pawilon uwydatnia ważną rolę jaką odegrał ten region w wynalezieniu szkła i rozwoju jego produkcji.

### Pawilon Numizmatyczny
Pawilon Numizmatyczny przedstawia ewolucję systemu monetarnego od VI wieku p.n.e. do czasów współczesnych. Jest to największa i najważniejsza kolekcja monet w Izraelu. Kolekcja została założona w 1962 z inicjatywy Leo Kadmana, który dalej współpracował z dr Walterem Mosesem.
Kolekcję podzielono na pięć działów: (1) „Przed Monetą” – opisuje czasy starożytnych społeczeństw plemiennych, w których jako środek płatniczy służyły różnorodne przedmioty; (2) „Początek – Greckie Monety” – wynalazek greckich monet w VI wieku p.n.e. zrewolucjonizował ówczesny świat, który został następnie podbity przez Aleksandra Wielkiego (ateńskie srebrne monety były powszechnie uznawane za gwaransję jakości); (3) „Waluta miejscowa” – opisuje rozwój lokalnych walut od okresu perskiego po powstanie Bar-Kochby; (4) „Pod obcym panowaniem” – przegląd rozwoju systemu monetarnego pod panowaniem kolejnych starożytnych władców Palestyny; (5) „Od Średniowiecza do Współczesności” – ekspozycja obejmuje tureckie i europejskie pieniądze, które były środkiem płatniczym lokalnej ludności aż do 1948.

### Pawilon Nechushtan
Pawilon Nechushtan przedstawia historię rewolucyjnego wynalazku, którym okazała się ruda miedzi. W okresie chalkolitu i epoce brązu rozwijało się górnictwo i metalurgia w Dolinie Timna, w pobliżu Ejlatu. Region ten wówczas wspaniale się rozwijał, a tutejsze wyroby z miedzi były kupowane przez faraonów Starożytnego Egiptu, a także przez króla Salomona.
Ekspozycja dzieli się na trzy części: (1) zrekonstruowaną kopalnię z prezentacją starożytnych technik i narzędzi górniczych; (2) piece do wytopu miedzi z uwzględnieniem rozwoju ich budowy oraz technik metalurgii na przestrzeni czasu od IV tysiąclecia p.n.e. do X wieku p.n.e.; (3) odkrycia egipskich wyrobów miedzianych pochodzących z Timny.

### Pawilon Ceramiki
Pawilon Ceramiki przedstawia historię rozwoju garncarstwa i rolę, jaką odegrało ono w życiu człowieka. Ekspozycja prezentuje wyroby garncarskie wykorzystywane w codziennych czynnościach domowych, do przechowywania żywności, celów rytualnych oraz sztuki.
Pawilon dzieli się na dziesięć działów: (1) „Wynalazek Garncarstwa” – na przestrzeni IX–IV tysiąclecia p.n.e. potrzeba przechowywania żywności doprowadziła do wymyślenia nowych ceramicznych pojemników; (2) „Ślady Garncarza” – ceramiczne przedmioty z IV–III tysiąclecia p.n.e. odkrywają tajemnice ówczesnych technik garncarstwa i stosowane formy zdobienia; (3) „Wyroby ręczne garncarstwa ze Starożytnego Cypru” – eksponaty pochodzące z okresu III–II tysiąclecia p.n.e. ze starożytnego Cypru, który wywarł w owym czasie znaczący wpływ na rozwój garncarstwa w całym regionie; (4) „Wyroby ręczne garncarstwa ze społeczeństw Afryki i Ameryki Środkowej” – tradycyjna ceramika tworzona w Nigerii, Etiopii, Meksyku i Gwatemali; (5) „Garncarstwo w Starożytnym Izraelu” – odkryta ceramika z różnych okresów historii Starożytnego Izraela; (6) „Garncarstwo w Starożytnym Egipcie i Grecji” – ekspozycja pokazuje rozwój technik i materiałów stosowanych w garncarstwie w Starożytnym Egipcie i Grecji; (7) „Wykorzystanie Garnarstwa w codziennym życiu” – rekonstrukcja dużego izraelskiego domu z okresu Królestwa Izraela wzbogacona ekspozycją pięknych wyrobów ceramicznych odkrytych na wzgórzu Tel Qasile (tuż obok Muzeum); (8) „Garncarstwo w Badaniach Archeologicznych” – zmiany w stylach, kształtach i materiałach wykorzystywanych w garncarstwie, są używane przez współczesną archeologię; (9) „Glina i Garncarstwo w Piśmie Klinowym” – ekspozycja ceramiki ze śladami pisma klinowego; (10) „Sztuka i Kult” – ekspozycja obejmuje nietypowe gliniane trumny, figurki i statuetki zwierząt i bóstw domowych, oraz liczne ceramiczne przedmioty wykorzystywane w celach rytualnych i zdobniczych.

### Ziemia barona
Stała ekspozycja poświęcona baronowi Edmond James de Rothschildowi, który poświęcił swoje życie realizacji marzenia o ustanowienia narodowej siedziby żydowskiej w Palestynie. Zgromadzone przedmioty i filmy dokumentalne ukazują postać barona oraz jego działalność w Ziemi Izraela od 1882 do 1934.

### Pawilon Etnografii i Folkloru
Pawilon Etnografii i Folkloru prezentuje liczne aspekty żydowskiego życia w bogatym wachlarzu rytuałów religijnych. Różnice w wyglądzie i niuanse w ceremoniach są odzwierciedleniem różnych miejsc pochodzenia rodzin żydowskich. Zwiedzając tę ekspozycję poznaje się tradycyjne stroje żydowskie oraz przedmioty użytku rytualnego, używane od starożytności do dziś.

### Centrum Człowiek i Jego Dzieła
Centrum „Człowiek i Jego Dzieła” prezentuje tradycyjną kulturę materialną Ziemi Izraela w licznych sferach codzinnego życia człowieka – rolnictwie, wyrobach ręcznych, życiu rodzinnym, budownictwie i zdobnictwie. Odkrycia archeologiczne ukazują jak zmieniały się narzędzia, wyroby i techniki pracy na przestrzeni tysięcy lat historii. W tym pawilonie można zobaczyć pracownie szklarskie, kowalskie i garncarskie z rzemieślnikami przy pracy.

### Muzeum Alexandra Historii Poczty i Filatelistyki
Ewolucja usług pocztowych w Ziemi Izraela pozwala poznać liczne zagadnienia historii, oraz zaobserwować zmiany społeczeństwa i polityki, które ukształtowały region. Zgromadzono tutaj liczne eksponaty, takie jak koperty, listy, znaczki pocztowe, skrzynki pocztowe, telefony, ciężarowy samochód pocztowy z 1949, a także współczesne stacje komputerowe umożliwiające izraelskiej poczcie świadczenie nowoczesnych usług.

### Wykopaliska Tell Qasile
Pośrodku kompleksu muzealnego znajduje się teren wykopalisk archeologicznych Tell Qasile. Jest to jedno z najważniejszych odkryć archeologicznych na obszarze Tel Awiwu. W latach 40. XX wieku na tutejszym wzgórzu odkryto fragmenty ceramiki z napisami hebrajskimi, pochodzące z okresu Świątyni Jerozolimskiej. Wzbudziło to wielkie zainteresowanie, i po 1948 rozpoczęto wykopaliska. Badacze odkryli pozostałości starożytnego miasta portowego wzniesionego przez Filistynów w XII wieku p.n.e. Znaleziono tu 12 warstw osadniczych z pozostałościami świątyni i domów.

### Kompleks Wytłaczania Oliwy
W Kompleksie Wytłaczania Oliwy można poznać różnorodne urządzenia wykorzystywane do wytłaczania oliwy, które były wykorzystywane w Ziemi Izraela na przestrzeni tysięcy lat.

## Zwiedzanie muzeum
Cały teren muzeum oraz wszystkie ekspozycje są dostępne dla osób niepełnosprawnych. Polecane są dwie trasy, z których krótsza zajmuje pół dnia, a dłuższa zajmuje cały dzień. Jednak nawet ta dłuższa trasa nie daje możliwości dokładnego poznania całej ekspozycji muzeum. Planetarium jest udostępniane dla dzieci powyżej 5 lat.
Godziny otwarcia muzeum:
- poniedziałek 10:00–16:00
- wtorek 10:00–16:00
- środa 10:00–16:00
- czwartek 10:00–20:00
- piątek 10:00–14:00
- sobota 10:00–14:00
- niedziela zamknięte

## Transport
Muzeum Ziemi Izraela jest położone przy ulicy Haim Levanon, którą jadąc na zachód dojeżdża się do drogi ekspresowej nr 2  (Tel Awiw–Netanja–Hajfa). Natomiast jadąc ulicą Haim Levanon na północny wschód dojeżdża się do skrzyżowania z ulicą Keren Kayemet Le'Israel, którą jadąc na zachód dojeżdża się do drogi ekspresowej nr 2, a jadąc na wschód do węzła drogowego na autostradzie nr 20  (Ayalon Highway).
W pobliżu znajduje się także stacja kolejowa Tel Awiw Uniwersytet, obsługiwana przez Rakewet Jisra’el.